# سیارک ۱۱۶۸۱
سیارک ۱۱۶۸۱ (به انگلیسی: 11681 Ortner، نامگذاری:1998EP6) یازده هزار و ششصد و هشتاد و یکمین سیارک کشف شده‌است که در ۱ مارس ۱۹۹۸ کشف شد.
قدر مطلق سیارک برابر ۱۷٫۸ است.